# Chaplyguin (Krasnodar)
Chaplyguin (del ruso: Чаплыгин) es un jútor del raión de Gulkévichi del krai de Krasnodar, en el sur de Rusia. Está situado a orillas del río Zelenchuk Vtorói, afluente del Kubán, 28 km al sur de Gulkévichi y 140 km al este de Krasnodar, la capital del krai.  Tenía 1 064 habitantes en 2010.
Es cabeza del municipio Soyuz Chetrij Jutora, al que pertenece asimismo Zelenchuk, Zarkov y Staroguermanovski.